# 神戸暖稀羽
神戸暖稀羽（かんべ ののは、2003年11月5日 - ）は、北海道岩見沢市出身の女子競輪選手。日本競輪選手会北海道支部所属、ホームバンクは函館競輪場。日本競輪選手養成所（以下、養成所）第124期。師匠は中里福太郎（113期）。

## 来歴
小学6年生の冬に、たまたま観たKEIRINグランプリ2015のテレビ中継で初めて競輪、そしてガールズケイリンを知ったことで競輪に興味を持ち、小学校の卒業文集では「競輪選手になりたい」と書いた。2016年4月には、函館競輪場に出向いてガールズケイリン（4月16日 - 18日の函館FII）を生観戦したことで、自身も競輪選手を目指すことを決意。ちなみにこの時、大好きだったチョコレートを「競輪選手になるまで食べない」と決意し「チョコ断ち」したが、競輪選手として本格デビューした2023年7月にようやく解禁した。
スポーツ暦は、小学4年生からバレーボールを始め、中学まで続けた。また、中学校に入学するとバレーボールと並行して自転車競技にも取り組み、北海道で行われる自転車のロードレースや記録会などにも参加するようになる。元々競輪選手を志望していたこと、そしてバレーボールで活躍するには身長が足りないことからバレーボールは中学でやめ、高校は自転車競技部のある学校への進学を決意。そして北海道で唯一競輪場がある函館市にある、自転車競技部の強豪でもある函館大谷高等学校に特待生として進学。
高校では、1年生で全国大会インターハイに出場、500mタイムトライアル決勝6位となったほか、国体出場を果たす。2年生の時には当時の北海道で男女通じて唯一、自転車競技強化指定選手に選出されたほか、函館競輪場のガールズケイリン選手養成プロジェクト「ホワイトガールズプロジェクト」に、先に競輪選手としてデビューした畠山ひすいとともに初の高校生訓練生として加入。ほかにも、競輪選手になる夢を叶えるべく、北海道は気候の関係で実質一年の半分は満足な練習ができないため冬季移動の遠征費用や、学校備え付けのワットバイクが故障したことからワットバイク購入費用をクラウドファンディングにて募った（目標額に達しプロジェクトは成功）。
2022年1月13日、養成所第124回生入所試験に合格。養成所での訓練成績は16位（5勝）、卒業記念レースでは決勝戦5着。
2023年5月5日、四日市FII「競輪ルーキーシリーズ」にてデビュー、デビュー戦で初勝利を挙げる。7月26日の青森FI最終日第5レース（一般）で、本格デビュー後初勝利。
2024年には副腎不全を患い2か月もの間入院生活を余儀なくされるなど長期欠場したが、11月14日からの奈良FIで復帰。